# Gilmore D. Clarke
Pour les articles homonymes, voir Clarke.

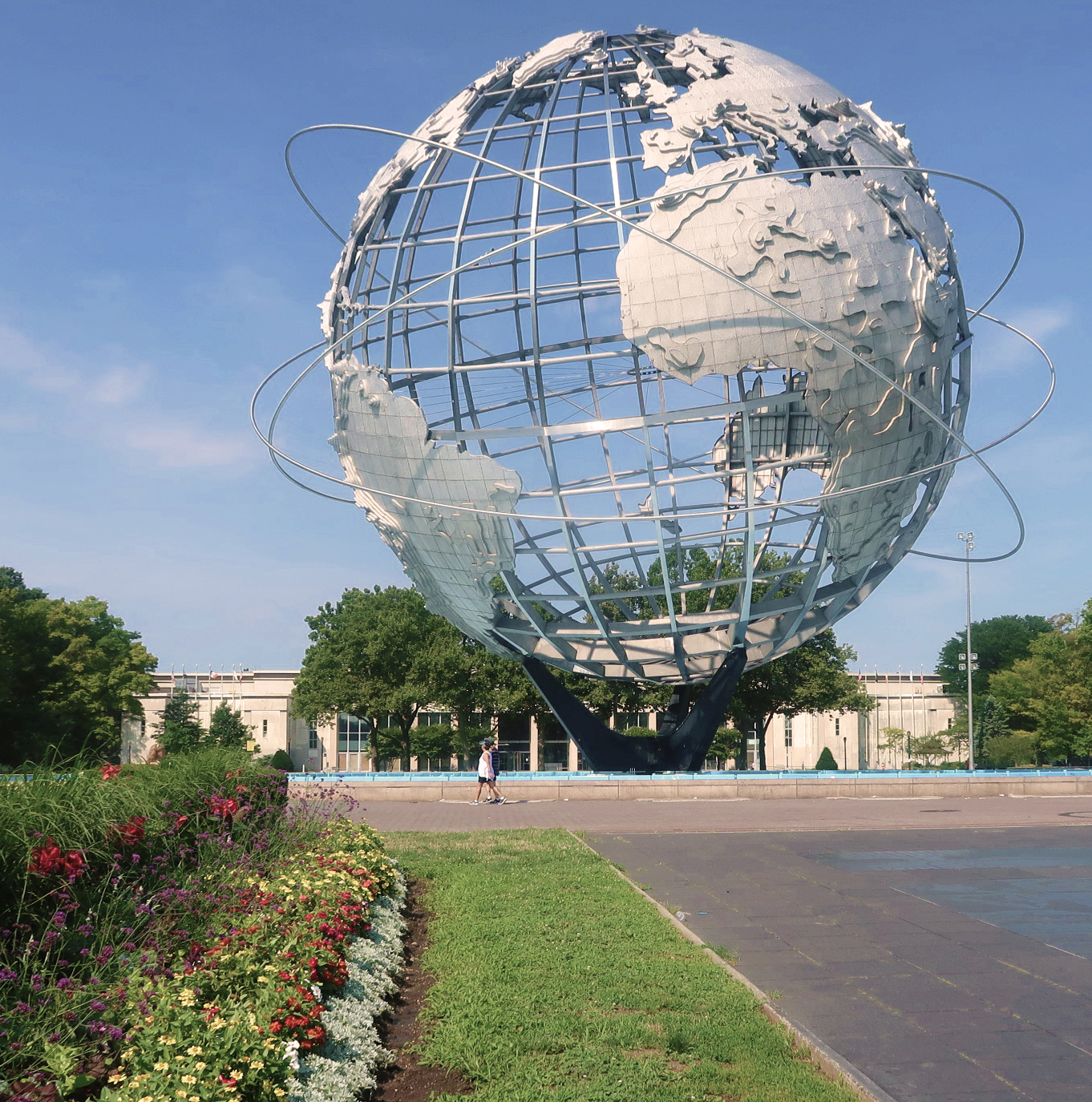

Gilmore David Clarke (né le 8 juillet 1892 à New York, mort le 8 août 1982  est un ingénieur civil et architecte paysagiste américain qui a dessiné plusieurs parcs et espaces verts à New York.
Diplômé de l'Université Cornell en 1913, il a notamment réalisé le Central Park Zoo, mais également l'Unisphere, symbole de la foire internationale de New York 1964-1965.